# Lijst van voetbalinterlands Brazilië - Puerto Rico (vrouwen)
Deze lijst van voetbalinterlands is een overzicht van alle officiële voetbalinterlands tussen de nationale vrouwenteams van Brazilië en Puerto Rico. De landen hebben tot nu toe één keer tegen elkaar gespeeld.

## Wedstrijden
| № | Plaats    | Datum            | Competitie               | Wedstrijd              | Uitslag |
| - | --------- | ---------------- | ------------------------ | ---------------------- | ------- |
| 1 | San Diego | 21 februari 2024 | CONCACAF W Gold Cup 2024 | Brazilië − Puerto Rico | 1 − 0   |

## Samenvatting
| Competitie          | Totaal gespeeld | Winst Brazilië | Gelijk | Winst Puerto Rico | Doelsaldo Brazilië – Puerto Rico |
| ------------------- | --------------- | -------------- | ------ | ----------------- | -------------------------------- |
| CONCACAF W Gold Cup | 1               | 1              | 0      | 0                 | 1 − 0                            |
| Totaal              | 1               | 1              | 0      | 0                 | 1 − 0                            |

CBF · A-internationals · Braziliaans mannenelftal
1986 – 1999 · 2000 – 2009 · 2010 – 2019 · 2020 – 2029
Argentinië ·
Australië ·
Bolivia ·
Canada ·
Chili ·
China ·
Colombia ·
Costa Rica ·
Denemarken ·
Duitsland ·
Ecuador ·
Engeland ·
Equatoriaal-Guinea ·
Finland ·
Frankrijk ·
Ghana ·
Griekenland ·
Haïti ·
Hongarije ·
IJsland ·
India ·
Italië ·
Jamaica ·
Japan ·
Kameroen ·
Mexico ·
Nederland ·
Nicaragua ·
Nieuw-Zeeland ·
Nigeria ·
Noord-Korea ·
Noorwegen ·
Oekraïne ·
Panama ·
Paraguay ·
Peru ·
Polen ·
Portugal ·
Puerto Rico ·
Rusland ·
Schotland ·
Spanje ·
Thailand ·
Trinidad en Tobago ·
Uruguay ·
Venezuela ·
Verenigde Staten ·
Zambia ·
Zuid-Afrika ·
Zuid-Korea ·
Zweden ·
Zwitserland